# Stade l'Abbé-Deschamps
Stade l'Abbé-Deschamps er et fodboldstadion i Auxerre i Bourgogne, Frankrig. Stadionet er hjemmebane for Ligue 1-klubben AJ Auxerre, der som den eneste klub i ligaen også ejer deres stadion. Det blev indviet i 1905. Det har plads til 24.493 tilskuere.
Frankrigs fodboldlandshold har ved enkelte lejligheder spillet på stadionet.

## Eksterne links
- Stadionprofil

47°47′12″N 3°35′19″Ø / 47.78672°N 3.58871°Ø